# Катрін Ланг
Катрін Корнелія Ланг (ур. Гітцер; нім. Kathrin Cornelia Lang; нар. 3 вересня 1986, Балінген, ФРН) — німецька біатлоністка, дворазова віце-чемпіонка світу з біатлону серед юніорів, переможниця етапів кубка світу з біатлону.

## Виступи на чемпіонатах світу
| Рік  | Місце проведення     | Інд | Спр | Пр | МС | Ест | ЗМ |
| 2007 | Антхольц-Антерсельва | 31  |     |    |    |     | 5  |
| 2008 | Естерсунд            |     | 12  | 9  |    |     |    |
| 2009 | Пхьончхан            | 78  |     |    |    |     |    |
| 2011 | Ханти-Мансійськ      |     | 27  | 26 |    |     |    |

## Кар'єра в Кубку світу
Першим роком Катрін в біатлоні був 1998 рік, а починаючи з 2006 року вона почала виступати за національну збірну Німеччини з біатлону.
- Дебют в кубку світу — 29 листопада 2006 року в індивідуальній гонці в Естерсунді — 25 місце.
- Перше попадання в залікову зону — 29 листопада 2006 року в індивідуальній гонці в Естерсунді — 25 місце.
- Перше попадання на розширений подіум — 15 грудня 2006 року в спринті в Гохфільцені — 4 місце.
- Перший подіум — 3 січня 2007 року в естафеті в Обергофі — 2 місце.
- Перший особистий подіум — 4 березня 2007 року в гонці переслідування в Лахті — 3 місце.
- Перша перемога — 3 січня 2008 року в естафеті в Обергофі.
- Перша особиста перемога — 9 березня 2008 року в масстарті в Ханти-Мансійську.

## Список призових місць на етапах Кубка світу
За свою кар'єру виступів на етапах Кубка світу з біатлону Катрін 15 разів підіймалася на подіум пошани, з них 8 разів (включаючи 2 особисті перемоги) на найвищу сходинку та 4 рази була другою. Найкращого ж особистого результату в загальному заліку біатлоністів спортсменці вдалося досягти в своєму дебютному сезоні 2006/2007, коли вона за підсумками сезону посіла 10 місце.
| № | Позиція | Дисципліна           | Етап        | Місце проведення |
| - | ------- | -------------------- | ----------- | ---------------- |
| 1 | 1       | естафета             | 2007/08 — 4 | Обергоф          |
| 2 | 1       | естафета             | 2007/08 — 5 | Рупольдінг       |
| 3 | 1       | гонка переслідування | 2007/08 — 8 | Ханти-Мансійськ  |
| 4 | 1       | мас-старт            | 2007/08 — 8 | Ханти-Мансійськ  |
| 5 | 1       | естафета             | 2008/09 — 3 | Гохфільцен       |
| 6 | 1       | естафета             | 2008/09 — 5 | Рупольдінг       |
| 7 | 1       | естафета             | 2010/11 — 2 | Гохфільцен       |
| 8 | 1       | змішана естафета     | 2010/11 — 7 | Преск-Айл        |

| №  | Позиція | Дисципліна           | Етап        | Місце проведення |
| -- | ------- | -------------------- | ----------- | ---------------- |
| 9  | 2       | естафета             | 2006/07 — 4 | Обергоф          |
| 10 | 2       | естафета             | 2006/07 — 5 | Рупольдінг       |
| 11 | 2       | мас-старт            | 2006/07 — 8 | Осло             |
| 12 | 2       | естафета             | 2008/09 — 4 | Обергоф          |
| 13 | 3       | гонка переслідування | 2006/07 — 7 | Лахті            |
| 14 | 3       | мас-старт            | 2006/07 — 9 | Ханти-Мансійськ  |
| 15 | 3       | естафета             | 2010/11 — 6 | Антхольц         |

## Загальний залік в Кубку світу
- 2006–2007 — 10-е місце (502 очок)
- 2007–2008 — 11-е місце (509 очок)
- 2008–2009 — 31-е місце (268 очок)
- 2009–2010 — 47-е місце (103 очки)
- 2010–2011 — 20-е місце (505 очок)

## Статистика стрільби
| № п/п | Сезон     | Загальна        | Індивідуальна гонка | Спринт         | Гонка переслідування | Мас-старт     | Естафета      |
| ----- | --------- | --------------- | ------------------- | -------------- | -------------------- | ------------- | ------------- |
| 1     | 2006-2007 | 78,7% (328/417) | 83,8% (67/80)       | 84,4% (76/90)  | 72,9% (102/140)      | 80,0% (64/80) | 70,4% (19/27) |
| 2     | 2007-2008 | 78,1% (318/407) | 77,5% (31/40)       | 73,0% (73/100) | 81,9% (131/160)      | 80,0% (64/80) | 70,4% (19/27) |
| 3     | 2008-2009 | 79,3% (219/276) | 71,7% (43/60)       | 85,0% (51/60)  | 78,8% (63/80)        | 80,0% (32/40) | 83,3% (30/36) |
| 4     | 2009-2010 | 82,5% (99/120)  | 90,0% (36/40)       | 85,0% (34/40)  | 72,5% (29/40)        | 0,0% (0/0)    | 0,0% (0/0)    |
| 5     | 2010-2011 | 81,2% (323/398) | 82,5% (33/40)       | 85,0% (85/100) | 80,0% (112/140)      | 81,3% (65/80) | 73,7% (28/38) |